# Municipio de Kerkhoven
El municipio de Kerkhoven (en inglés, Kerkhoven Township) es un municipio del condado de Swift, Minnesota, Estados Unidos. Tiene una población estimada, a mediados de 2021, de 232 habitantes.
Abarca una zona exclusivamente rural.

## Geografía
Está ubicado en las coordenadas 45°22′12″N 95°18′47″O / 45.37000, -95.31306. Según la Oficina del Censo de los Estados Unidos, tiene una superficie total de 91.9 km², de la cual 91.0 km² corresponden a tierra firme y 1.9 km² están cubiertos de agua.

## Demografía
Según el censo de 2020, en ese momento había 227 personas residiendo en la zona. La densidad de población era de 2.5 hab./km². De los 236 habitantes, el municipio de Kerkhoven estaba compuesto por el 98.68 % de los habitantes eran blancos, el 0.44 % era amerindio y el 0.88% eran de una mezcla de razas. No había hispanos o latinos viviendo en la región.